# Deuteragonista terminalis
Deuteragonista terminalis är en tvåvingeart som beskrevs av Collin 1933. Deuteragonista terminalis ingår i släktet Deuteragonista och familjen dansflugor. Inga underarter finns listade i Catalogue of Life.